# フォート・ヴィクトリア級補給艦
フォート・ヴィクトリア級補給艦（フォート・ヴィクトリアきゅうほきゅうかん　英語: Fort Victoria-class replenishment oiler）は、イギリス海軍補助艦隊が運用する補給艦の艦級である。2隻が建造された。

## 来歴
当初の計画では同級艦6隻の建造が予定されていたが、計画は大幅に修正された。結果4隻の建造計画が中止され、「フォート・ヴィクトリア」と「フォート・ジョージ」の2隻のみが建造された。
発注は1986年5月8日になされたが、「フォート・ヴィクトリア」は艤装中にIRA暫定派の爆弾テロにあって大破したために建造が遅延し、2番艦の「フォート・ジョージ」の方が先に就役することになったという経緯がある。

## 設計
前部に艦橋、後部に機関部と航空艤装を置き、補給装備を中央に配した設計は、アメリカ海軍の高速戦闘支援艦（サクラメント級、サプライ級）とも類似している。また艦の安定化のため、2組のフィンスタビライザーを備えている。
洋上移送
艦中部に門型ポスト2基を備えて、スライディング・ステイに対応したドライカーゴ/液体貨物兼用のクラーク・チャップマン型補給ステーションを両舷に2ヶ所ずつ設定している。これらの補給ステーションは、艦中央の荷扱所から遠隔操作することができる。また給油は艦尾からも行うことができる。
この他、物資移送のため、力量25トンのもの1基、10トンのもの2基、5トンのもの2基の計5基の電動クレーンを有するほか、更に給油リグを支援するため力量10トンのクレーンを1基備えている。
物資格納
標準的な搭載内容は下記の通りである。
- ディーゼル油12,000トン
- 航空燃料1,000トン
- ドライ・カーゴ（糧食、弾薬、予備部品など）6,000トン（6,234 m3）

本級は、極めて強力な航空運用能力を備えている。ハンガーはシーキングやマーリンヘリコプター5機を収容可能な大きさを確保しており、補修設備も充実している。ただし平時の搭載数は3機である。これらのヘリコプターは基本的にはVERTREPなど補給用であったが、対潜戦も想定して兵器庫も設置されている。またヘリコプター甲板には2個の発着スポットが設定されており、緊急時にはBAe ハリアー IIの発着も可能であった。
なお、個艦防空用として、当初は垂直発射型のシーウルフ個艦防空ミサイル・システムが予定されていたが、これはキャンセルされた。その後、1999年の改修で、ファランクスCIWSやUAT電波探知装置が搭載された。

## 同型艦
| #     | 艦名                                     | 造船所                     | 起工           | 進水          | 就役           | 退役       |
| ----- | ---------------------------------------- | -------------------------- | -------------- | ------------- | -------------- | ---------- |
| A 387 | フォート・ヴィクトリア RFA Fort Victoria | ハーランド・アンド・ウルフ | 1988年 9月15日 | 1990年 5月4日 | 1996年 6月24日 |            |
| A 388 | フォート・ジョージ RFA Fort George       | スワン・ハンター           | 1989年 3月9日  | 1991年 3月1日 | 1993年 7月16日 | 2011年 6月 |